# Miko
Miko (巫女 kan også læses fujo eller kannagi) er kvinder, typisk unge, der for det meste arbejder i shinto-skrin, hvor de udfører både religiøse og praktiske opgaver.
Traditionen med mikoer går tilbage til den ældste del af Japans historie. Oprindelig var miko (神子 bogst. gudebarn) kvinder, der gik i trance og fremsagde profetier eller fungerede som talerør for guderne.
I skrin-shinto deltog mikoer som ypperstepræstinder. Med organiseringen af skrinene i slutningen af det 7. og begyndelsen af det 8. århundrede gik denne stilling imidlertid stort set tabt, og efter denne tid indskrænkede man i stedet ordet til at dække over unge kvindelige medarbejdere i shinto-skrin eller templer. Ofte var der tale om den ledende præsts datter eller døtre. På den tid var mikoernes opgave hovedsageligt at opføre ceremonielle danse (miko-mai) og at assistere præsterne ved forskellige andre ceremonier, især bryllupper.
I nutiden er mikoer for det meste deltidsansatte eller frivillige, der udfører de samme pligter som førhen, men som ofte også sælger ema (trætavler til ønsker), omikuji (papirsedler med spådomme) og andre religiøse genstande og relikvier fra shinto-skrinene. Traditionelt regner man med, at en miko er ugift. Bliver en miko gift, forlader hun ofte jobbet som sådan.
Den traditionelle beklædning for en miko er en chihaya, der består af en skarlagenrød hakama, enten som bukser eller nederdel, en hvid kimono-skjorte med vide ærmer og ofte røde kanter samt tabi (en art strømper). Desuden er det almindeligt for en miko at have sløjfer eller andet pynt i håret, for det meste i rød eller hvid.
Mikoer er et populært tema i japansk populærkultur som film, anime, manga, computerspil osv.